# Diogmites imitator
Diogmites imitator là một loài ruồi trong họ Asilidae. Diogmites imitator được Carrera miêu tả năm 1953. Loài này phân bố ở vùng Tân nhiệt đới.